# Vojtěch Broža
Vojtěch Broža (* 14. června 1935 v Olomouci) je český vodohospodář, hydrotechnik, specializující se na přehradní nádrže.

## Život
V letech 1953 až 1958 studoval Fakultu inženýrského stavitelství na pražském Českém vysokém učení technickém. Přes čtyřicet let následně působil na této fakultě na katedře hydrotechniky a mezi roky 1977 a 1999 byl jejím vedoucím. Angažoval se v projekci Orlické přehrady na Vltavě, Hracholuské přehrady na Mži a na Vrchlici zbudované na stejnojmenném vodním toku. Roku 1962 se stal členem Československého přehradního výboru a v roce 1993, kdy došlo k rozdělení Československa a následně vznikl Český přehradní výbor, se stal jeho předsedou. Českou republiku zastupuje v Mezinárodní přehradní asociaci (ICOLD). Z vodohospodářské oblasti sepsal (nebo se autorsky podílel) na monografiích věnujících se hospodaření vodou v nádržích či výstavbě a provozu těchto vodních děl.
Věnoval se také vysokoškolskému sportu, závodně hrál házenou.